# Hybomitra vittata
Hybomitra vittata är en tvåvingeart som först beskrevs av Fabricius 1794.  Hybomitra vittata ingår i släktet Hybomitra och familjen bromsar. Inga underarter finns listade i Catalogue of Life.